# Jan Anton van der Baren

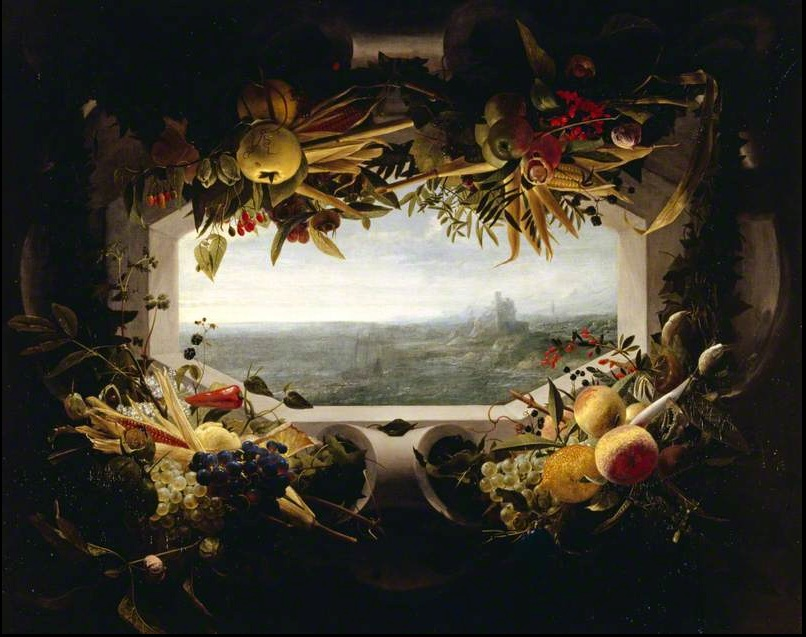
Marine met een vruchtenkrans

Jan Anton van der Baren (variaties op zijn voornaam: 'Jan Anthonie', 'Jan Antonius', 'Jean-Antoine' en 'Johannes Antonius') ( Brussel ?,1615 – 31 december 1686 of 1 januari 1687) was een Vlaamse barokschilder, tekenaar, priester en museumconservator, actief in Brussel en Wenen. Hij was de hofkapelaan van Aartshertog Leopold Willem, de landvoogd van de Zuidelijke Nederlanden en de beheerder van Leopold Willem's kunstverzameling.

## Levensloop
Hij werd waarschijnlijk geboren in Brussel en woonde een tijd in Zinnik. Hij werd aangesteld tot hofkapelaan van Aartshertog Leopold Willem, de landvoogd van de Zuidelijke Nederlanden met residentie in Brussel. Hij vergezelde de aartshertog bij zijn terugkeer naar Wenen in 1656 en bleef aldaar tot zijn dood.

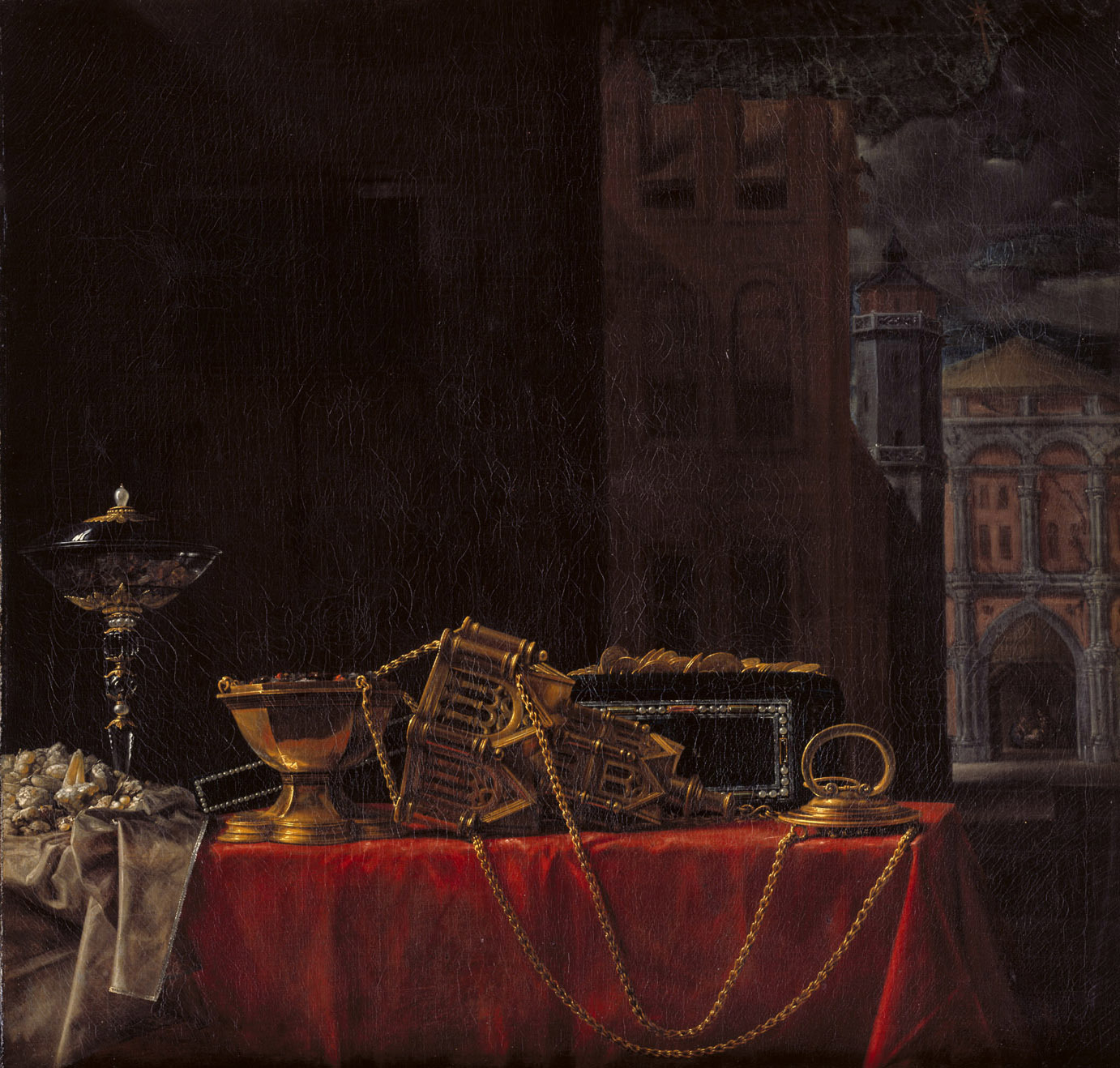
Geschenken van de Drie Koningen

Hij werd in Wenen de beheerder van de kunstverzameling van de aartshertog in de Stallburg (het stallingengebouw). Deze was in die tijd een der meest uitgebreide kunstverzamelingen in Europa. Van der Baren stelde in 1659 hiervan een inventaris in vier delen samen. De schilderijen zijn verdeeld in twee groepen met afzonderlijke nummering, het eerst met de titel Verzaichnusz der italischen stuckh had 517 nummers en het tweede deel met de titel Mahlerey von teutsch unndt niderländischen Mahleren had 880 nummers. De schilderijen worden gevolgd door een lijst van tekeningen en ten slotte, als vierde deel, stenen, metalen beeldjes, ander antiek en figuren. De Duitstalige versie werd waarschijnlijk niet door hemzelf opgesteld, omdat het in Oostenrijks-Duits is opgesteld en hij het ondertekende samen met drie andere leden van de hofadministratie van de aartshertog.
David Teniers II, die de beheerder was van de collectie van de aartshertog in Brussel, schilderde het bekende doek Aartshertog Leopold Willem in zijn Galerij in Brussel. Dit schilderij bevat een portret van Van der Baren (de derde man van rechts)
Na het overlijden van de aartshertog in 1662, bleef Van der Baren aangesteld als hofkapelaan en beheerder van de kunstgalerij onder Keizer Leopold I.

## Oeuvre
Van der Baren wordt beschouwd als een amateurschilder, vermits hij het schilderen niet op professionele wijze beoefende, maar in hoofdzaak een priester en een hofambtenaar was.

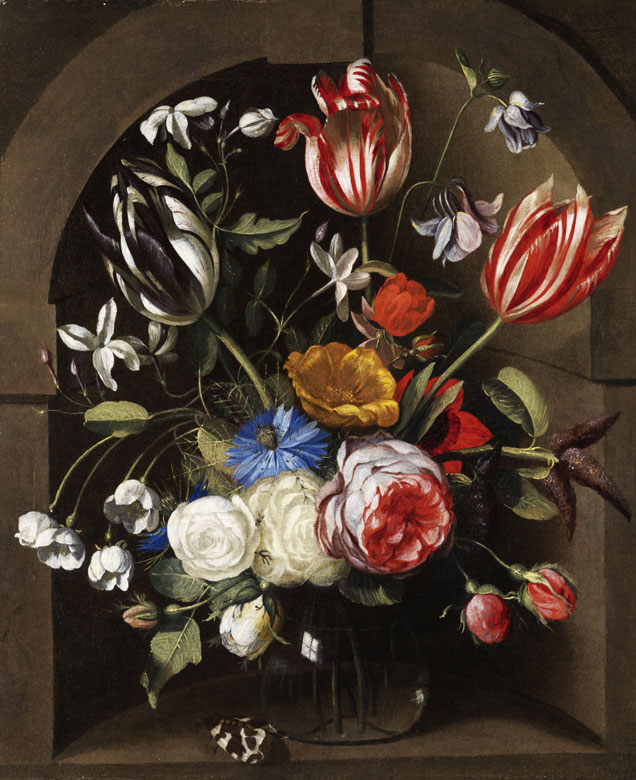
Bloemstilleven in een stenen nis

Men aanvaardt 14 schilderijen als authentiek, sommigen zijn getekend en voorzien van een datum. Zijn meeste werken zijn stillevens.. De inventaris van aartshertog Leopold Wilhelm uit 1659 bevat 12 werken door Van der Baren.. Deze stelden eveneens enkele architecturale landschappen en parkgezichten voor. Maar tot op heden worden er geen andere werken toegeschreven aan Van der Baren tenzij stillevens. Sommige van deze stillevens hebben architecturale elementen in de achtergrond, zoals "Stilleven met pompoenen" in het Kunsthistorisches Museum in Wenen, of een landschap zoals "Marine met een vruchtenguirlande" in de Powis Castle and Garden, Powys, Wales, National Trust.

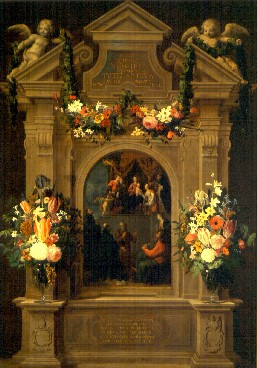
Mystiek huwelijk van de H. Catherina

De meeste van zijn stillevens kan men categoriseren als guirlande-schilderijen, een speciaal type van stilleven dat werd ontwikkeld in Antwerpen door Jan Brueghel de Oude in samenwerking met de Italiaanse kardinaal Federico Borromeo aan het begin van de 17e eeuw. Andere kunstenaars die betrokken waren bij de vroege ontwikkeling van het genre waren onder meer Hendrick van Balen, Andries Daniels, Peter Paul Rubens en Daniel Seghers. Het genre was aanvankelijk verbonden met de visuele beeldtaal van de Contrareformatie. Het werd verder geïnspireerd door de cultus van verering en devotie tot Maria die heerste aan het Habsburgse hof (toen de heersers over de Spaanse Nederlanden) en in Antwerpen in het algemeen. Guirlande-schilderijen tonen meestal een bloemenkrans rond een devotiebeeld, portret of ander religieus symbool (zoals de hostie). Tegen de tweede helft van de 17de eeuw sierden ook wereldlijke thema's zoals portretten en mythologische onderwerpen het centrale deel van deze schilderijen. Dergelijke schilderijen vertonen, bedoeld als een trompe l'oeil, een bloemenkrans rond de eucharistie, een religieuze voorstelling of een portret. Van der Baren werkte voor zijn guirlande-schilderijen dikwijls tezamen met andere schilders, die meer gespecialiseerd waren in figuren zoals Erasmus Quellinus II (zoals Bloemenkrans rond van Madonna en Kind in een nis; privébezit) en Nikolaas van Hoy. Een voorbeeld van een samenwerking met Nikolaas van Hoy is het schilderij Bloemenkrans rond de Heilige Familie (Museum voor Schone Kunsten van Boedapest). Een andere voorbeeld is Het mystiek huwelijk van de H. Catherina (Koninklijke Musea voor Schone Kunsten in Brussel).
Zijn stijl vertoont een gedetailleerde en fijn geschilderde weergave van bloemen en een nadruk op structuur en een zachte weergave van het licht. De figuren, geschilderd door andere schilders, kunnen van mindere kwaliteit zijn. Zijn palet is warmer dan dat van Daniël Seghers, een andere bekende bloemenschilder.. Hij schilderde eveneens stillevens met bloemen in vazen zoals "Glas met rozen" of met groenten. Een ander stilleven vertoont "Giften van de Driekoningen" met een landschap in de achtergrond beiden in het Kunsthistorisches Museum in Wenen.